# Édith Bouvier
Édith Bouvier est une journaliste française indépendante, auteure et réalisatrice de documentaires.

## Biographie
Le 22 février 2012, en reportage pour Le Figaro Magazine avec le photographe William Daniels à Baba Amr, — quartier du sud-ouest de la ville assiégée de Homs épicentre de combats intenses —, Édith Bouvier est grièvement blessée à la jambe, par un éclat d'obus qui lui casse le fémur, lors du bombardement qui tue Marie Colvin, journaliste au Sunday Times de 56 ans, et Rémi Ochlik, photographe français de 28 ans.
Après plusieurs jours d’incertitude sur son sort, elle est exfiltrée avec l'aide de militants syriens, en particulier le journaliste et responsable du centre de presse de Baba Amr, Ali Mahmoud Othman, et l'aide de rebelles de l'Armée syrienne libre.
Entre temps, William Daniels, photographe, et Édith Bouvier, avaient refusé de quitter la ville avec le Croissant-Rouge arabe syrien, dirigé par le régime syrien, et en qui ils n'avaient pas confiance, craignant d'être arrêtés, voire tués,. Il est impossible pour le Comité international de la Croix-Rouge d'accéder à Baba Amr et le régime refuse la visite de la responsable des opérations humanitaires de l'Organisation des Nations unies.
Elle rentre en France le 2 mars 2012, en compagnie de William Daniels. Elle est opérée à l'hôpital d'instruction des armées Percy.
Édith Bouvier poursuit son travail sur la Syrie, notamment avec ses collègues Céline Martelet et Hussam Hammoud, notamment sur le groupe terroriste État islamique. Ils trouvent notamment des documents offrant des explications sur la façon dont celui-ci utilise l’argent, et qu'ils remettent à la justice française. Avec Céline Martelet, elle documente les exactions et spoliations perpétrées par les djihadistes via la communication de propagande du groupe et travaillent également sur la défaillance dans la lutte contre le terrorisme que constitue, selon elles, l'absence de rapatriement et de procès des combattants français de l'organisation terroriste.
Avec Céline Martelet, elle a travaillé pour de nombreux médias (BFM TV, RMC, Mediapart, France Inter, Marianne, Politis, Le Point).

## Affaires judiciaires en cours

### Victime de tentative d'homicide
Une enquête préliminaire est ouverte  par le parquet de Paris, pour le « meurtre » de Rémi Ochlik et sur la « tentative de meurtre » d’Édith Bouvier. Le régime syrien est suspecté d'avoir commis l'attaque. En 2014, les faits sont requalifiés en « crimes de guerre » et le dossier est alors confié au parquet antiterroriste, Pôle Crimes contre l’humanité,,. La famille de Marie Colvin porte plainte en 2016 aux États-Unis contre le régime de Bachar el-Assad, qu’elle a accusé d’avoir « délibérément, et avec préméditation, tué (la journaliste) en déclenchant un bombardement ciblé. », et remporte le procès,.

### Financement de terrorisme
En 2024, avec sa coautrice Céline Martelet, elle est condamnée en première instance par le tribunal de Paris pour « financement du terrorisme ». Les deux femmes ont notamment transféré plusieurs centaines d'euros à la mère d'une djihadiste française pour tenter de lui permettre, avec sa famille, de quitter l'État islamique. L'argent devant servir à payer des passeurs pour faire sortir plusieurs femmes de Syrie ou d’Irak. Un ancien avocat, à l'époque chargé de la défense de jihadistes, qui a sollicité les journalistes pour obtenir le contact d'un soldat irakien, est également condamné pour le même motif, mais à une peine plus lourde. Il aurait tenté de corrompre un officier de l'armée irakienne, pour permettre l'exfiltration du djihadiste français Maximilien Thibaut, lors du siège de Mossoul,. Les deux journalistes font appel de cette décision,.
Après le verdict, Philippe Val délivre sur Europe 1 une chronique sur l'affaire, jugée fallacieuse et malhonnête par Arrêt sur Images, qui dénonce une manipulation des faits. Cette chronique, reprise sur les réseaux sociaux par les milieux de la fachosphère, ce qui entraîne des injures et menaces de mort sur les réseaux sociaux envers les deux journalistes,,.

## Œuvres

### Publications
- Chambre avec vue sur la guerre, Flammarion, 2012
- Un parfum de djihad, Plon, 2018, avec Céline Martelet
- Le cercle de la terreur, Plon, 2022, avec Céline Martelet[10],[26]

### Documentaires
- La Cage : une Française dans le djihad, 2021[27]
- Russie, le laboratoire syrien, 2022[28]